# Fado (casa discografica)
La Fado è stata una casa discografica italiana, attiva negli anni ottanta.

## Storia
La Fado nacque nel 1980 a Milano, fondata dal cantautore Fabrizio De André e dalla sua compagna, la cantante Dori Ghezzi, le cui iniziali di nomi costituiscono il nome dell'etichetta. Oltre ai due artisti citati, ne facevano parte il discografico Lucio Salvini e l'editore Giuseppe Gramitto Ricci.
Fu attiva per alcuni anni pubblicando, tra gli altri, dischi del cantautore Massimo Bubola e del complesso Tempi Duri, in cui suonava anche il figlio del cantautore genovese, Cristiano De André.
Per la distribuzione, l'etichetta si appoggiava inizialmente alla Dischi Ricordi e successivamente, a partire dall'album Chiamali Tempi Duri (settembre 1982), alla CGD, in quel periodo diretta da Franco Crepax. 
La Fado interruppe la propria attività discografica alla fine del decennio. Rimase invece attiva dal punto di vista editoriale, con i propri autori Massimo Bubola e Carlo Facchini, il cui catalogo venne rilevato dal reparto edizioni della Dischi Ricordi.

## Dischi
La datazione qui riportata si basa sull'etichetta del disco o sulla copertina; qualora nessuno di questi elementi abbia una datazione, è basata sulla numerazione del catalogo; talora, infine, è basata sul codice della matrice di stampa. Se esistenti, sono riportati, oltre all'anno, il mese e il giorno (quest'ultimo dato si trova, a volte, stampato sul vinile).

### 33 giri
| Numero di catalogo | Anno | Interprete     | Titoli              |
| ------------------ | ---- | -------------- | ------------------- |
| FDLP 30001         | 1980 | Dori Ghezzi    | Mamadodori          |
| FDLP 30002         | 1981 | Massimo Bubola | Tre rose            |
| FAD 35701          | 1982 | Tempi Duri     | Chiamali Tempi Duri |
| FAD 35702          | 1982 | Massimo Bubola | Massimo Bubola      |
| FAD 35703          | 1983 | Dori Ghezzi    | Piccole donne       |

### 45 giri
| Numero di catalogo | Anno | Interprete     | Titoli                                      |
| ------------------ | ---- | -------------- | ------------------------------------------- |
| FDNP 3001          | 1980 | Dori Ghezzi    | Mamadodori/Stringimi piano, stringimi forte |
| FDNP 3002          | 1981 | Massimo Bubola | Senza famiglia/Tiro un'arancia in cielo     |
| FDNP 3003          | 1982 | Tempi Duri     | Tempi duri/In una notte così                |
| FAD 35001          | 1983 | Dori Ghezzi    | Margherita non lo sa/Luna park              |
| FAD 35002          | 1983 | Tempi Duri     | Gabbia/Jekyll                               |
| FAD 35003          | 1983 | Dori Ghezzi    | Vola via/Stella bionda                      |
| FAD 35003          | 1983 | Dori Ghezzi    | Piccole donne/Vola via                      |
| FAD 35004          | 1983 | Massimo Bubola | Il cielo non cadrà/Canzone dolcissima       |